# Olbiogaster nigra
Olbiogaster nigra är en tvåvingeart som beskrevs av Tollet 1956. Olbiogaster nigra ingår i släktet Olbiogaster och familjen fönstermyggor.
Artens utbredningsområde är Kongo. Inga underarter finns listade i Catalogue of Life.